# Christmas Jones
Christmas Jones è la principale Bond girl del film Il mondo non basta (1999), diciannovesima pellicola della serie cinematografica di  James Bond. È interpretata da Denise Richards.

## Caratteristiche
Christmas Jones è un fisico nucleare incaricata di supervisionare i lavori per lo smantellamento di una vecchia base nucleare.
Dolce e con un lato ingenuo Christmas è indubbiamente una delle Bond girl più affascinanti di tutta la saga.
Durante l'incontro con Bond (che finge di essere un altro), Christmas è particolarmente fredda, ambigua e sospettosa: zittisce subito Bond per evitare che faccia le solite battute del Natale a causa del suo nome.

## Biografia
Christmas Jones lavora in una base nucleare sovietica del Kazakistan dove incontra James Bond sotto falso nome del dottor Michael Arckov. In un primo momento si insospettisce sulla sua reale identità ed infatti successivamente smaschera 007 che tiene in ostaggio il pericoloso terrorista Viktor Zokas alias Renard.
Tuttavia da quando Bond la salva, il loro rapporto cambia; Christmas aiuterà Bond a svolgere la sua missione salvandogli anche la vita in più di una occasione. I due scoprono che l'obiettivo di Renard e della sua complice nonché amante Elektra King è quello di appropriarsi del controllo del petrolio, e per farlo sono disposti a utilizzare un'arma nucleare causando la morte di otto milioni di persone innocenti.
Alla fine però Bond e Christmas vengono catturati dagli scagnozzi di Elektra King e Renard.
Christmas viene imprigionata a bordo del sottomarino di Renard mentre Elektra tortura Bond.
Ma grazie all'intervento del gangster Valentin Zukovsky, 007 riuscirà a liberarsi e ad uccidere Elektra. Successivamente Bond raggiunto il sottomarino, riesce a liberare Christmas e ad uccidere Renard.
Alla fine del film c'è una romantica sequenza in cui Bond e Christmas festeggiano il Capodanno del 2000 ad Istanbul e si scambiano varie battute (Bond: "Avevo sempre desiderato farmi Natale ad Istanbul"; Christmas: "Credevo che Natale venisse solo una volta all'anno") fino a baciarsi appassionatamente e poi a fare l'amore.

## Accoglienza
Per il ruolo di Christmas Jones Denise Richards vince il premio Razzie Awards.
Nel 2008 la rivista EW classifica l'attrice Denise Richards la più scarsa Bond girl e attualmente è al primo posto nella classifica delle dieci peggiori Bond girl apparse nella storia di 007.
Al netto delle critiche, Denise Richards viene considerata, comunque, una tra le Bond girl più belle.

## Altre apparizioni
Christmas Jones appare anche nel videogioco The World Is Not Enough tratto dall'omonimo film.